# 1926 en chimie
Cet article présente les faits marquants de l'année 1926 en chimie.

## Évènements

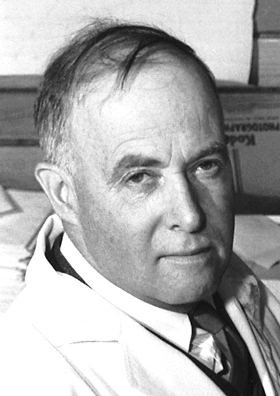
James Batcheller Sumner

- Erwin Schrödinger propose l'équation de Schrödinger, qui fournit une base mathématique pour le modèle ondulatoire[1].
- Le chimiste américain Waldo Semon (en), en collaboration avec la société B.F. Goodrich, développe une méthode de plastification du PVC en le mélangeant avec des additifs[2].
- Le chimiste croate Lavoslav Ružička découvre la cyclisation de Ruzicka[3]. C'est une réaction de cyclisation d'un diacide carboxylique en cétone cyclique effectuée à haute température, en présence d'un catalyseur tel que le dioxyde de thorium.
- Août : le chimiste américain James Batcheller Sumner démontre dans un article publié dans le Journal of Biological Chemistry que l'enzyme uréase est une protéine[4].
- 18 décembre : dans une lettre publiée dans Nature le chimiste américain Gilbert Lewis propose le terme « photon » pour le quantum d'énergie rayonnante introduit par Einstein en 1905[5].

## Prix
- Prix Nobel de chimie : Theodor Svedberg pour ses travaux sur les systèmes dispersés[6],[7].
- Médaille Priestley : Edgar Fahs Smith[8],[9]
- Médaille Davy : James Walker pour ses travaux sur la théorie de l'ionisation[10],[11].
- Médaille William-H.-Nichols : S. C. Lind[12]

## Naissances
- 26 mars : Guy Ourisson (mort en 2006), chimiste français.
- 30 juin : Paul Berg, biochimiste américain, prix Nobel de chimie en 1980.
- 16 juillet[13] : Irwin Rose, biochimiste américain, prix Nobel de chimie en 2004.
- 11 août : Aaron Klug, physicien et chimiste anglais d'origine lituanienne, prix Nobel de chimie en 1982.
- 27 août : George Brecht (mort en 2008), artiste et chimiste américain.
- 26 septembre : Aleksandra Kornhauser Frazer (morte en 2020), chimiste slovène.
- 12 décembre : Étienne-Émile Baulieu, médecin et biochimiste français.

## Décès
- 5 mai : Franz von Soxhlet (né en 1848), agrochimiste allemand.